# Wechselia steinbachi
Wechselia steinbachi är en spindelart som beskrevs av Friedrich Dahl 1907. 
Wechselia steinbachi ingår i släktet Wechselia och familjen krabbspindlar. Inga underarter finns listade i Catalogue of Life.